# Élections législatives mexicaines de 2003
Les élections législatives mexicaines de 2003 ont lieu le 6 juin afin de renouveler les membres de la Chambre des députés du Mexique pour un mandat de trois ans. Elles se déroulent au milieu du mandat présidentiel.

## Contexte
Les élections fédérales de 2000 marquent un tournant dans l'histoire politique du Mexique. Le Parti révolutionnaire institutionnel (PRI) y est vaincu lors d'une élection générale pour la première fois depuis sa création. En effet, Vicente Fox, candidat du Parti action nationale (PAN), l'emporte, aidé du Parti vert écologiste du Mexique (PVEM), regroupés au sein de l'Alliance pour le Changement. Cependant, un an plus tard, le PVEM rompt son alliance avec le PAN, et se rapproche du PRI. En vue du scrutin législatif de mi-mandat, ils créent l'Alliance pour tous.
Aussi, le PAN n'a pas réussi à remporter la majorité absolue des sièges dans les deux chambres lors des élections fédérales, un objectif que le président Fox vise pour ce scrutin.

## Modes de scrutin
Le Congrès de l'Union est un parlement bicaméral. Sa chambre basse, la Chambre des députés, est dotée de 500 députés élus pour trois ans selon un mode de scrutin parallèle. 300 sièges sont à pourvoir au scrutin uninominal majoritaire à un tour dans autant de circonscriptions électorales tandis que les 200 restants le sont au scrutin proportionnel plurinominal à listes bloquées. Après décompte des suffrages dans les cinq circonscriptions régionales les sièges répartis à la proportionnelle le sont sans seuil électoral, mais en prenant en compte les résultats du scrutin majoritaire pour en ajuster la répartition de manière qu'aucun parti ne remporte au total plus de 300 sièges, ce seuil étant néanmoins porté à 315 si le parti a recueilli plus de 60 % des suffrages.
Le vote est de jure obligatoire, mais aucune sanction n'est appliquée aux abstentionnistes.

## Résultats
|                                    |                                           |                                            |                  |                  |                  |                  |            |        |        |        |               |               |  |  |
| Partis et coalitions               | Partis et coalitions                      | Partis et coalitions                       | Circonscriptions | Circonscriptions | Circonscriptions | Circonscriptions | Listes     | Listes | Listes | Listes | Total sièges  | +/-           |  |  |
| Partis et coalitions               | Partis et coalitions                      | Partis et coalitions                       | Votes            | %                | Sièges           | +/-              | Votes      | %      | +/-    | Sièges | Total sièges  | +/-           |  |  |
|                                    |                                           | Parti révolutionnaire institutionnel (PRI) | 6 166 358        | 23,96            | 112              | 20               | 6 196 171  | 23,99  | 13,80  | 52     | 224           | 13            |  |  |
|                                    | Parti vert écologiste du Mexique (PVEM)   | 1 063 741                                  | 4,13             | 0                | 6                | 1 068 721        | 4,14       | N/A    | 14     | 17     | en stagnation |               |  |  |
|                                    | Candidats communs PRI-PVEM                | 3 637 685                                  | 14,13            | 51               | -                | 3 637 685        | 14,09      | -      | 12     |        |               |               |  |  |
| Total coalition Alliance pour tous | Total coalition Alliance pour tous        | 10 867 784                                 | 42,22            | 163              | 25               | 10 902 577       | 42,22      | Nv.    | 78     | 241    | 13            |               |  |  |
|                                    | Parti action nationale (PAN)              | Parti action nationale (PAN)               | 8 189 699        | 31,82            | 80               | 56               | 8 219 649  | 31,83  | N/A    | 71     | 151           | 55            |  |  |
|                                    | Parti de la révolution démocratique (PRD) | Parti de la révolution démocratique (PRD)  | 4 694 365        | 18,24            | 56               | 32               | 4 707 009  | 18,23  | N/A    | 41     | 97            | 47            |  |  |
|                                    | Parti du travail (PT)                     | Parti du travail (PT)                      | 640 724          | 2,49             | 0                | 2                | 642 290    | 2,49   | N/A    | 6      | 6             | 2             |  |  |
|                                    | Convergence (CON)                         | Convergence (CON)                          | 602 392          | 2,34             | 0                | en stagnation    | 605 156    | 2,34   | N/A    | 5      | 5             | 2             |  |  |
|                                    | Mexique possible (MP)                     | Mexique possible (MP)                      | 242 280          | 0,94             | 0                | en stagnation    | 243 361    | 0,94   | Nv.    | 0      | 0             | en stagnation |  |  |
|                                    | Parti Alliance sociale (PAS)              | Parti Alliance sociale (PAS)               | 197 488          | 0,77             | 0                | en stagnation    | 198 075    | 0,77   | N/A    | 0      | 0             | 2             |  |  |
|                                    | Parti Force citoyenne (PFC)               | Parti Force citoyenne (PFC)                | 123 499          | 0,48             | 0                | en stagnation    | 124 022    | 0,48   | Nv.    | 0      | 0             | en stagnation |  |  |
|                                    | Parti libéral mexicain (PLM)              | Parti libéral mexicain (PLM)               | 108 377          | 0,42             | 0                | en stagnation    | 108 844    | 0,42   | Nv.    | 0      | 0             | en stagnation |  |  |
|                                    | Parti de la société nationaliste (PSN)    | Parti de la société nationaliste (PSN)     | 72 029           | 0,28             | 0                | en stagnation    | 72 267     | 0,28   | N/A    | 0      | 0             | 3             |  |  |
|                                    |                                           |                                            |                  |                  |                  |                  |            |        |        |        |               |               |  |  |
| Votes valides                      | Votes valides                             | Votes valides                              | 25 738 637       | 96,58            |                  |                  | 25 823 250 | 96,58  |        |        |               |               |  |  |
| Votes blancs et nuls               | Votes blancs et nuls                      | Votes blancs et nuls                       | 913 008          | 3,42             | 915 674          | 3,42             |            |        |        |        |               |               |  |  |
| Total                              | Total                                     | Total                                      | 26 651 645       | 100              | 300              | en stagnation    | 26 738 924 | 100    | -      | 200    | 500           | en stagnation |  |  |
| Abstentions                        | Abstentions                               | Abstentions                                | 38 058 951       | 58,81            |                  |                  | 37 971 672 | 58,68  |        |        |               |               |  |  |
| Inscrits/Participation             | Inscrits/Participation                    | Inscrits/Participation                     | 64 710 596       | 41,19            | 64 710 596       | 41,32            |            |        |        |        |               |               |  |  |

## Conséquences
Le scrutin constitue une défaite pour le président Vicente Fox. Son parti perd un quart de ses sièges, tandis que le PRI, aidé des écologistes, frôle de 10 sièges la majorité absolue.